# Олександрівка (Гомельський район)
Олександрівка (трансліт.: Aliaksandraŭka; біл. Аляксандраўка; рос. Александровка) — село у Гомельському районі Гомельської області Білорусі. Входить до складу Урицької сільської ради.
До 26 вересня 2006 року селище входило до складу Старобелицької сільської ради.

## Населення

### Чисельність
- 2004 — 7 господарств, 11 жителів.